# David Riazánov
David Riazánov (ruso: Дави́д Ряза́нов), nacido David Borísovich Goldendaj (ruso: Дави́д Бори́сович Гольдендах; 10 de marzo de 1870 - 21 de enero de 1938), fue un revolucionario político, teórico marxista y archivero. Riazánov es mejor recordado como el fundador del Instituto Marx-Engels y editor del primer esfuerzo a gran escala para publicar las obras completas de estos dos fundadores del movimiento socialista moderno. Riazánov también es recordado como una víctima destacada del Gran Terror de finales de la década de 1930.

## Infancia y juventud
David Borísovich Goldendaj nació el 10 de marzo de 1870 de padre judío y madre rusa en Odesa, Ucrania, entonces parte del Imperio ruso. A la edad de 15 años, el futuro David Riazanov se unió a las filas de los revolucionarios naródnik que intentaban derrocar la autocracia del zar ruso. Riazanov asistió a la escuela secundaria en Odesa, pero fue expulsado en 1886, no por actividad revolucionaria o insubordinación, sino por "incapacidad desesperada".
Riazánov viajó al extranjero en 1889 y 1891 donde conoció a varios marxistas rusos que estaban construyendo allí sus organizaciones revolucionarias. Después de su segundo viaje, Riazanov fue arrestado en octubre de 1891 en la frontera entre Austria y Rusia por la Okhrana, la policía secreta zarista, que había sospechado durante mucho tiempo de su actividad revolucionaria. Riazánov pasó 15 meses en prisión en espera de juicio, en el que fue declarado culpable y sentenciado a cuatro años más de katorga (exilio y trabajos forzados). Tras completar su mandato, Riazánov fue sometido a 3 años de exilio administrativo bajo supervisión policial en la ciudad de Kishinev, Bessarabia (hoy parte de Moldavia).

## Exilio
En 1900, Riazánov se exilió. El año siguiente en Berlín, Riazánov y sus co-pensadores establecieron un pequeño grupo marxista llamado "Borbá" (Lucha), que intentó unir a los marxistas rusos emigrados. El grupo de Riazánov fue excluido del 2º Congreso del Partido Obrero Socialdemócrata Ruso que se celebró en Londres y Bruselas en el verano de 1903. Con el partido dividido entre las alas bolchevique y menchevique a raíz de esta convención histórica, Riazánov y sus co-pensadores se negaron deliberadamente a unirse a ninguna de las dos facciones.
En 1903, Riazánov se convirtió en el primer escritor en introducir el concepto de revolución permanente en la literatura política del marxismo ruso cuando publicó tres estudios en Ginebra bajo el título Materiales sobre el programa del Partido de los Trabajadores. Riazánov argumentó, en oposición a las opiniones de Gueorgui Plejánov, que el surgimiento del capitalismo en Rusia representó una desviación fundamental del patrón visto en otras partes de Europa. El gran tamaño y la centralización de las empresas industriales rusas sugirieron a Riazánov una relativa debilidad de las clases medias rusas y una posibilidad significativa de que habría fuerzas del movimiento marxista ruso que liderarían la revolución contra la autocracia zarista y de ahí en adelante inmediatamente hacia el socialismo.
Riazánov regresó a Rusia poco después del comienzo de la Revolución Rusa de 1905, y se fue a trabajar en el movimiento sindical en la ciudad capital de San Petersburgo. Sin embargo, el levantamiento terminó en un fracaso de los revolucionarios y Riazánov fue arrestado y condenado a deportación una vez más en 1907.

## Segundo período de exilio
Poco después de su condena en 1907, Riazánov emigró a Occidente. Durante este segundo interludio en el extranjero, Riazánov se dedicó a la erudición histórica, estudiando la historia de la Asociación Internacional de Trabajadores en los archivos del Partido Socialdemócrata Alemán y en el Museo Británico de Londres.
Mientras estuvo en Londres, Riazanov leyó extensamente los archivos del New York Tribune y otros periódicos, recopilando material escrito por Karl Marx y Frederich Engels para la prensa escrita. Este periodismo de Marx y Engels, que Riazanov recopiló tan minuciosamente, finalmente se publicó en forma de libro en 1917, una publicación que consolidó la reputación de Riazanov como uno de los principales expertos del mundo en la producción literaria de estos dos líderes del socialismo moderno.
Durante el segundo período de exilio de Riazanov se convirtió en un estrecho colaborador político de León Trotski, contribuyendo regularmente al periódico de Viena de este último, Pravda. Riazanov apoyó activamente al Comité Interdistrital de Trotski (el Mezhraionka), un grupo que compartía las opiniones internacionalistas de los bolcheviques sobre la cuestión de la guerra pero que no estaba de acuerdo con ellos en cuestiones organizativas, buscando la unidad con los elementos revolucionarios del campo menchevique.
Riazanov también participó en la Conferencia de Zimmerwald de la Segunda Internacional de 1915. Riazanov rechazó tanto el apoyo socialpatriótico de la Primera Guerra Mundial promovido por muchos socialistas de Europa Occidental como el derrotismo revolucionario promovido por los bolcheviques.
Durante la guerra, Riazánov vivió en París, donde fue colaborador frecuente de los periódicos socialistas en ruso Golos (La Voz) y Nashe Slovo (Nuestra Palabra).

## Revolución de 1917
Riázanov regresó a Rusia después de la Revolución de febrero de 1917. Allí participó activamente en el creciente movimiento sindical, ayudando a formar el Sindicato Ferroviario Ruso.
Junto con el resto del Mezhraiontsy, Riazánov se unió al Partido Bolchevique encabezado por V.I. Lenin en agosto de 1917. Sin embargo, Riazánov se opuso a la Revolución de Octubre y, en cambio, participó en un esfuerzo por establecer un gobierno de coalición amplio. En la misma línea, Riazánov se opuso a la decisión bolchevique de disolver la Asamblea Constituyente electa en enero de 1918.
En marzo de 1918, la decisión de los bolcheviques de firmar el Tratado de Brest-Litovsk llevó a Riazánov a dimitir del Partido Bolchevique, una medida temporal que pronto se revirtió con una nueva solicitud de afiliación y readmisión.
En 1918, Riazánov ayudó a establecer la Academia Socialista de Ciencias Sociales, un instituto más tarde conocido como Academia Comunista.
En 1920, Riazánov asistió al 2.º Congreso Mundial de la Internacional Comunista como miembro de la delegación rusa.
Riazánov era un miembro poco ortodoxo del Partido Comunista Ruso (bolcheviques). Asistió al IV Congreso Panruso de Sindicatos en mayo de 1921, en el que habló a favor de la independencia de los sindicatos del Partido Comunista. Trabajando con el líder sindical comunista Mijaíl Tomski, Riazánov también fue autor de una resolución en la que pedía que los salarios se pagaran con productos físicos en lugar de la moneda devaluada del momento, una acción que puso al dúo en desacuerdo con Lenin, Stalin y el Comité Central del PCR (b).
El escritor francés radical Boris Souvarine alabó más tarde la actividad de Riazánov en este período como la de "un marxista consciente, un comunista democrático, en otras palabras, opuesto a cualquier dictadura sobre el proletariado". Sin embargo, la defensa de Riazánov de la autonomía sindical contra la voluntad del partido tuvo un precio, ya que Riazánov fue efectivamente excluido de cualquier responsabilidad política activa después de mayo de 1921. Posteriormente, asumió el papel de académico marxista.
En 1921, Riazánov estableció el Instituto Marx-Engels, que se convirtió en una de las principales instituciones de la filosofía y la historia soviéticas. Riazánov se dedicó especialmente a la recopilación y publicación de los escritos recopilados de Karl Marx y Friedrich Engels. En este contexto, ya en 1926, bajo la supervisión de Riazánov, comenzó la publicación de una serie de varios volúmenes llamada Archivo Marx-Engels, que recopila información sobre la biografía y los escritos de los fundadores del marxismo. En 1927, el Instituto Marx-Engels publicó el primer volumen de Marx-Engels-Gesamtausgabe (MEGA1), una edición completa de las obras de Marx y Engels en sus idiomas originales, que debía comprender 42 volúmenes. Bajo la dirección de Riazánov, se publicaron cinco volúmenes de esta edición hasta 1931 (más tarde se publicaron siete más hasta que el proyecto fue abandonado a mediados de la década de 1930). Además, a partir de 1928, comenzó a publicarse una primera edición rusa de las obras completas de Marx y Engels en 28 volúmenes (Sochineniya1), de los cuales diez volúmenes se publicaron bajo la dirección de Riazanov hasta 1931 (vol. I-III, V-VIII, XXI-XXIII; la edición se completó en gran parte en 1947).
Riazanov también editó las obras de otros autores como Diderot, Feuerbach y Hegel. Fue miembro de la Comisión para el Estudio de la Revolución de Octubre y del Partido Comunista Ruso, comúnmente conocido como Istpart.
En 1929, Riazanov fue elegido miembro de la Academia de Ciencias Soviética.

## En el Instituto Marx-Engels
Por iniciativa del Comité Central del Partido, funda y dirige el Instituto Marx-Engels. Posteriormente, transfirió el control del Instituto al Comité Ejecutivo Central Panruso (VTsIK), del cual Riazánov era miembro, con el objetivo de sacar al Instituto del control del Partido.
Como director del Instituto, se dedicó a gestionar y ampliar la biblioteca, "el corazón del mismo". Sus primeras acciones fueron dirigidas a desarrollar y formar las colecciones, consiguiendo por todos los medios posibles no sólo libros sobre el comunismo y el anarquismo, sino también ejemplares escasos y libros raros, muchos de los cuales tuvo que buscarlos en el extranjero debido a que la censura del régimen zarista había dejado en Rusia un legado de importante penuria cultural.
Entre 1923 y 1925, procuró transformar la biblioteca en una biblioteca especializada en marxismo. Para ello reclutó a especialistas internacionales y se lanzó a la búsqueda de todo el material de Marx y Engels posible, bajo el proyecto de las Obras Completas de Marx y Engels (MEGA, por sus siglas en alemán).
En esa época, la biblioteca del Instituto Marx-Engels es visitada por intelectuales de distintas nacionalidades e ideologías: Sidney Hook, Karl Kautsky, Clara Zetkin, Béla Kun, Émile Vandervelde, Albert Thomas, Charles Rappoport, Henri Barbusse, Máximo Gorki, entre otros muchos.

## Caída en desgracia en la URSS
En diciembre de 1930, Isaak Rubin, asistente de investigación en el Instituto Marx-Engels desde 1926, fue arrestado por la policía secreta soviética y acusado de participar en un complot para establecer una organización clandestina llamada "Oficina de la Unión de Mencheviques". Como abogado, Rubin inicialmente logró evitar sucumbir a las acusaciones falsas formuladas por el interrogador, pero, no obstante, fue detenido y trasladado a Súzdal.
En Súzdal, Rubin fue sometido a una celda de castigo abarrotada apenas más grande que un hombre y a la tortura del confinamiento solitario. Con su salud comenzando a fallar, Rubin finalmente se vio obligado a dar un falso testimonio escrito contra David Riazánov a los investigadores de la policía secreta. Rubin afirmó que había guardado un sobre con documentos secretos del mítico "Centro Menchevique" en su oficina del Instituto Marx-Engels antes de pasárselos discretamente a David Riazánov. Tras un juicio espectáculo llevado a cabo por el fiscal Nikolái Krylenko, Rubin fue declarado culpable de participación en el complot y condenado a cinco años de prisión. Este testimonio coaccionado de Rubin se utilizó para construir un caso contra su antiguo empleador, David Riazánov.
Con su nombre bajo una nube de sospecha y con un juicio espectáculo del supuesto "Buró de la Unión de Mencheviques" a la vista, Riazánov fue despedido como director del Instituto Marx-Engels en febrero de 1931.
Poco después de la finalización del juicio de marzo del Union Bureau, el llamado Juicio Menchevique de 1931, con su nombre manchado por falsos testimonios, Riazanov fue expulsado del Partido Comunista y arrestado por la policía secreta, aparentemente "por ayudar a la actividad contrarrevolucionaria menchevique".
Después de su arresto, Riazánov no fue enviado a los brutales campos de trabajo del Gulag, sino que fue sometido a una deportación administrativa a la ciudad de Sarátov. En Sarátov, Riazánov trabajó durante los siguientes seis años en una biblioteca universitaria. El Instituto Marx-Engels de Riazanov se consolidó con el Instituto Lenin más tarde en 1931 para formar el Instituto Marx-Engels-Lenin, bajo la dirección de Vladímir Adoratski.
Durante la yezhóvschina de 1937, Riazánov fue arrestado nuevamente, esta vez como un supuesto miembro de una "organización trotskista oportunista de derecha". El 21 de enero de 1938, tras un juicio superficial, el Colegio Militar del Tribunal Supremo de la URSS condenó a muerte a Riazánov y fue ejecutado ese mismo día.
Riazánov fue rehabilitado póstumamente en 1958. Fue rehabilitado en términos políticos en 1989 como parte de la campaña de la glásnost de Mijaíl Gorbachov.
Según el historiador Colum Leckey, el principal logro de David Riazánov residía en el ámbito de la marxología: adquirir, preparar y publicar por primera vez escritos previamente desconocidos de Karl Marx y Frederich Engels. Entre ellas se encuentran las obras La ideología alemana, secciones de Manuscritos económicos y filosóficos de 1844, Crítica de la filosofía del derecho de Hegel y Dialéctica de la naturaleza.

## Obras
- Anglo-russkia otnosheniia v otsenke K. Marksa: Istoriko-kriticheskii etiud. (Relaciones ango-rusas en la estimación de K. Marx: un estudio histórico-crítico.) Petrogrado: Izdanie Petrogradskago Soveta rabochikh i krasnoarmeiskikh deputatov, 1918.
- G.V. Plekhanov i gruppa "Osvobozhdenie truda". (G.V. Plejánov y el grupo "Emancipación del trabajo".) Moscú: Otdel pechati Moskovskogo Soveta rabochikh i krasnoarmeiskikh deputatov, 1919.
- Международный пролетариат и война. Сборник статей 1914-1916 г. (El proletariado internacional y la guerra: colección de artículos, 1914-1916.)
- Institut K. Marksa i F. Engelʹsa pri V.Ts.I.K. (El Instituto de K. Marx y F. Engels del Comité Ejecutivo Central de toda Rusia.) Moscú: Moskovskii Rabochii, 1923.
- Zadachi profsoiuzov do i v epokhu diktatury proletariata. (Las tareas de los sindicatos anteriores y durante la época de la dictadura del proletariado.) Kharkov: Proletarii, 1923.
- Karl Marx and Friedrich Engels. Joshua Kunitz, trans. New York: International Publishers, 1927.
- Karl Marx: Man, Thinker, and Revolutionist. A Symposium. (Editor.) London: Lawrence and Wishart, 1927.
- Vzgliady Marksa i Engel'sa na brak i semiu. (Las opiniones de Marx y Engels sobre el matrimonio y la familia.) Moscú: Molodaia gvardiia, 1927. — Reeditado en traducción como comunismo y matrimonio.